# Miska Hauser
Miska (egentlig Michael) Hauser (født 1822 i Pressburg, død 9. december 1887 i Wien) var en østrigsk violinvirtuos.
Hauser, der var elev af Kreutzer, Mayseder og Sechter i Wien, foretog fra 1840 vidtstrakte koncertrejser, ikke alene gennem hele Europa — han optrådte vinteren 1843—44 i København 3 gange på det kongelige Teater og ved flere koncerter og besøgte samtidig Norge og Sverige — men også i Amerika, Australien, på Sydhavsøerne, i Ægypten og så videre. Ved sin virtuose teknik og et indsmigrende, smeltende foredrag fejrede han store triumfer. Hans violinkompositioner, bravurstykker og små Lieder ohne Worte stod i sin tid i høj kurs, navnlig hos dilettanter. Sine rejseerindringer samlede han i Wanderbuch eines oesterreichischen Virtuosen (2 bind, Leipzig 1858—59).